# 明盖切维尔
明盖切维尔（聆听ⓘ），又译明盖恰乌尔，是阿塞拜疆第四大城市，人口约10万。该城以其境内位于库拉河上的水电站而闻名。库拉河将该市一分为二，它是阿塞拜疆最大的河流。明盖切维尔大坝内的人工湖是该国最大的湖。该市建立于1948年，是由第二次世界大战中被俘的納粹德國士兵修建的。